# Susan Choi
Susan Choi (South Bend, Indiana, Estats Units d'Amèrica, 1969) és una escriptora estatunidenca.

## Biografia
És filla de pare coreà i de mare jueva. Els seus pares es van divorciar quan Susan tenia nou anys, i amb la seva mare es van traslladar a viure a Houston, Texas. El 1990, Choi es va graduar en Literatura a la Universitat Yale (B.A.) i, posteriorment, a la Universitat Cornell (M.F.A.). Després de graduar-se, va començar a treballar de fact-checker al The New York Times, on va conèixer el seu marit, el crític de gastronomia Pete Wells, amb qui viuen a Brooklyn.
El 1998 va publicar la seva primera novel·la, The Foreign Student, que va merèixer el Asian American Literary Award for Fiction. La seva segona novel·la, American Woman (2003), va quedar finalista del Pulitzer Prize. La seva novel·la A Person of Interest (2008) va quedar finalista del PEN/Faulkner Award de 2009. Amb la seva novel·la Trust Exercise (2019), va guanyar National Book Award for Fiction de 2019.
Actualment és professora d'escriptura creativa a la Universitat Yale.

## Obra
- The Foreign Student (1998), ISBN 0-06-019149-X
- American Woman (2003), ISBN 0-06-054221-7
- A Person of Interest (2008), ISBN 978-0-670-01846-8
- My Education (2013), ISBN 0670024902
- Trust Exercise (2019), ISBN 9781250222022

## Premis i reconeixements
- Asian American Literary Award for Fiction per The Foreign Student
- Steven Turner Award per The Foreign Student
- Guggenheim Fellow (2004).
- PEN/W.G. Sebald Award (2010)
- National Book Award for Fiction per Trust Exercise (2019)